# Giorgio De Sanctis
Giorgio De Sanctis (Guglionesi, 17 dicembre 1921 – Roma, 21 gennaio 1982) è stato un partigiano italiano e funzionario ministeriale.
Medaglia d'oro al valor militare.

## Biografia
Orfano di guerra (il padre, ufficiale medico, morì durante il primo conflitto mondiale), è stato tra i più giovani decorati con la Medaglia d'oro d'Italia.
L'8 settembre 1943, De Sanctis si trovava, come sottotenente del Genio, a Trieste. Catturato con il suo reparto dai tedeschi e avviato a un campo di deportazione, il giovane ufficiale riuscì ad evadere nei pressi di Lubiana e a rientrare in Italia dove, passata la linea del fronte, raggiunse Bari. Qui si arruolò volontario nell'870º Gruppo guastatori del Genio (alle dipendenze del Servizio Informazioni Militari) e ne assunse il comando col grado di tenente.
De Sanctis, dopo che era già stato decorato di Medaglia di bronzo e d'argento, ricevette anche la Medaglia d'oro al valor militare.
Nel dopoguerra Giorgio De Sanctis, che sopravvisse mutilato, si laureò in Legge, nel 1947, all'Università di Roma. Nel 1949 fu collocato in congedo assoluto ed iscritto nel Ruolo d'onore col grado di capitano. Promosso maggiore nel 1960 e tenente colonnello nel 1962.
Sino al pensionamento, è stato funzionario presso il Ministero del commercio con l'estero.
A Udine nel 2000, nella sala storica della Caserma del Genio guastatori, è stato collocato un mezzobusto in suo onore.